# Antitrogus tumidifrons
Antitrogus tumidifrons är en skalbaggsart som beskrevs av Britton 1978. Antitrogus tumidifrons ingår i släktet Antitrogus och familjen Melolonthidae. Inga underarter finns listade i Catalogue of Life.